# Moguilióvskoie
Moguilióvskoie (en rus: Могилёвское) és un poble de la república del Daguestan, a Rússia. Segons el cens del 2010 tenia 1.903 habitants.